# 萨拉·图内布罗
萨拉·图内布罗（瑞典語：Sara Thunebro，1979年4月26日—），瑞典女子足球运动员。她曾代表瑞典国家队参加2007年、2011年和2015年国际足联女子世界杯，其中2011年世界杯获得季军。